# Hesperochernes canadensis
Hesperochernes canadensis es una especie de arácnido  del orden Pseudoscorpionida de la familia Chernetidae.

## Distribución geográfica
Se encuentra en Alberta y Colorado en (Estados Unidos).